# 张月仙
张月仙（1967年11月—），女，汉族，河北滦南人，中华人民共和国政治人物。现任唐山市人民政府副市长，民革河北省委副主委。第十四届全国政协委员。